# Sot de Ferrer
Sot de Ferrer ist eine Gemeinde (Municipio) mit 498 Einwohnern (Stand: 2024) in der Provinz Castellón in der spanischen autonomomen Region Valencia. 

## Geographie
Sot de Ferrer liegt etwa 42 Kilometer südwestlich der Provinzhauptstadt Castellón de la Plana und etwa 33 Kilometer nördlich von Valencia im Bezirk Alto Palancia in einer Höhe von ca. 230 m am Río Palancia. Durch die Gemeinde führt die Autovía A-23. 

## Sehenswürdigkeiten

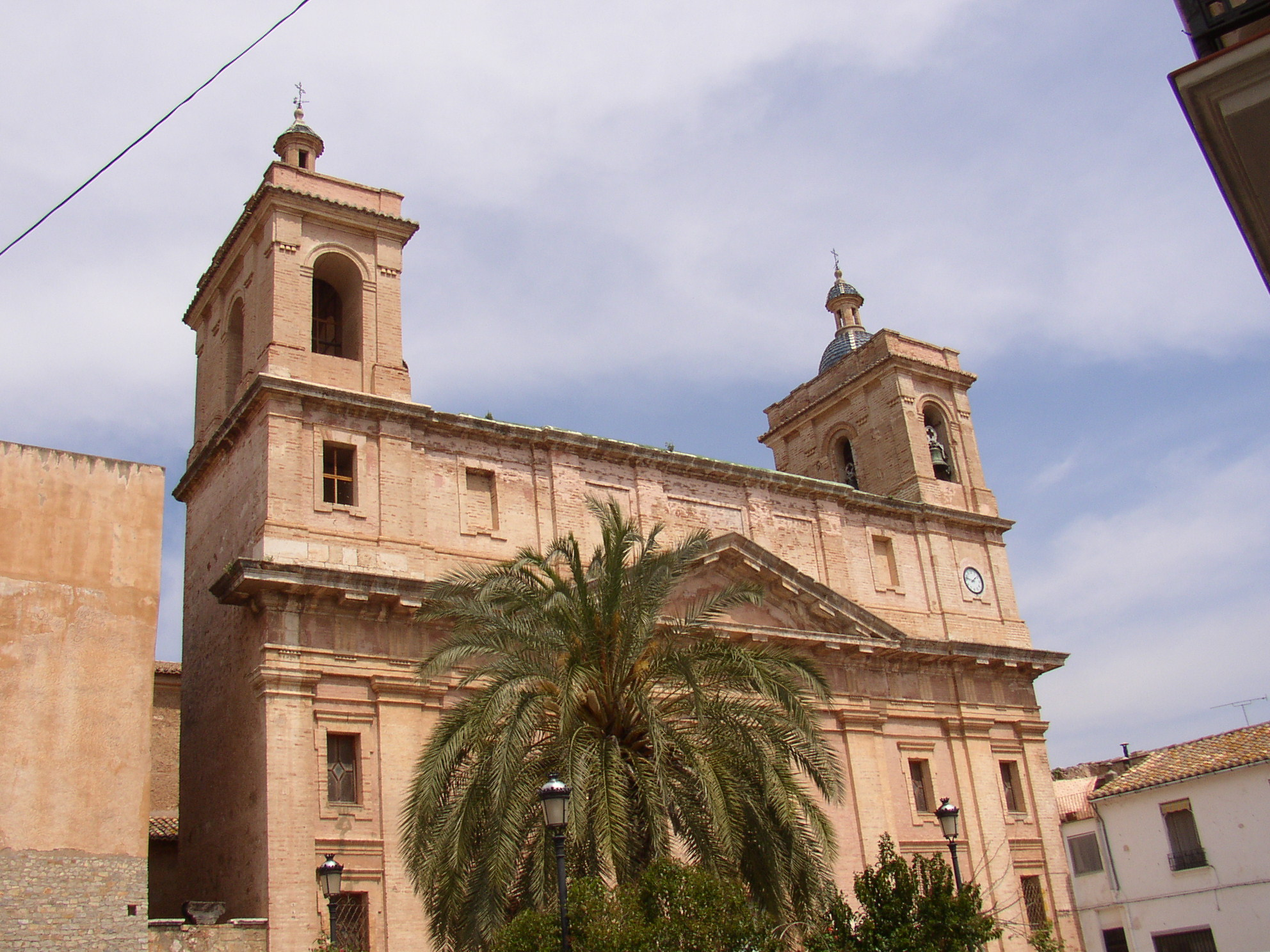
Kirche der unbefleckten Empfängnis
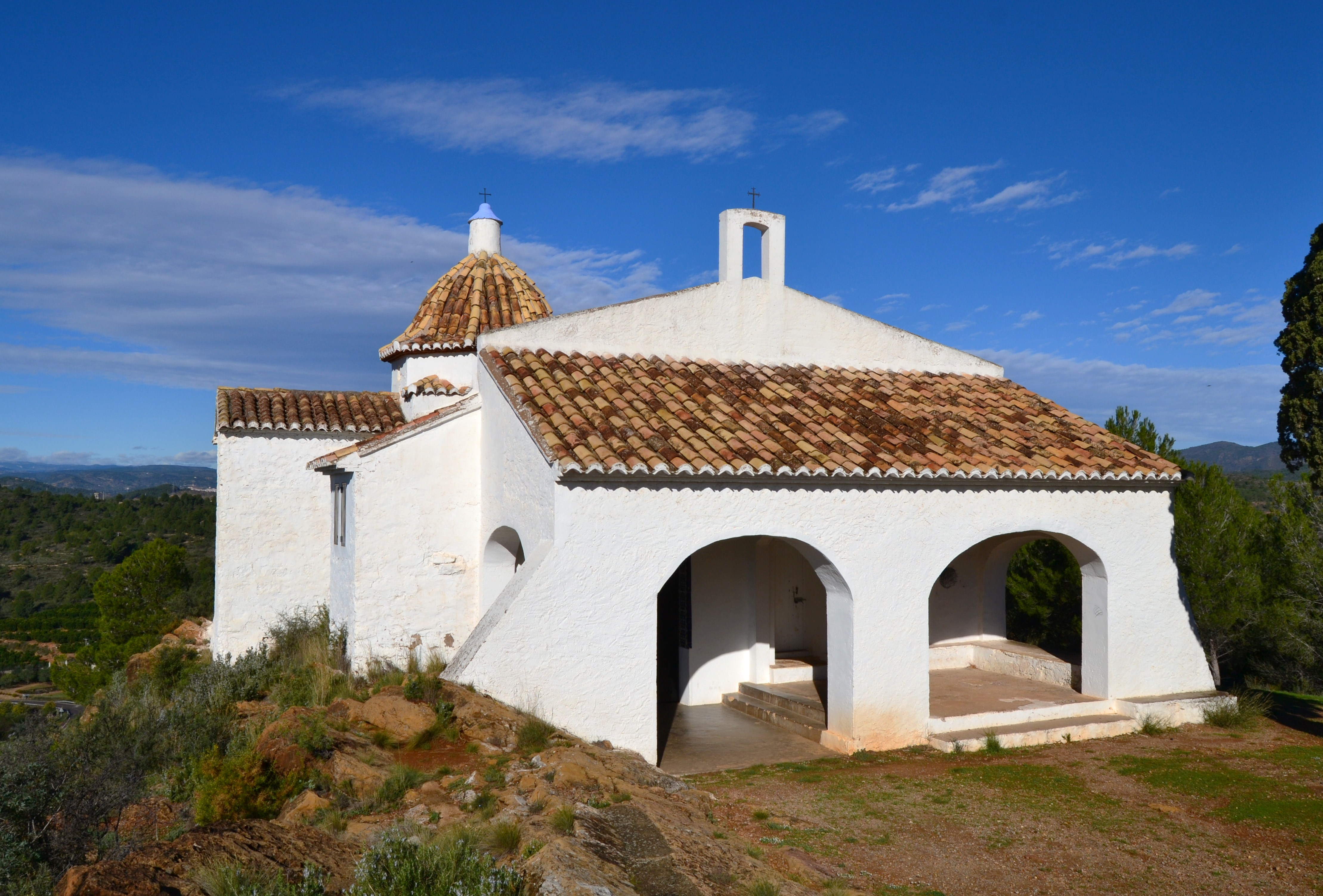
Antoniuskapelle
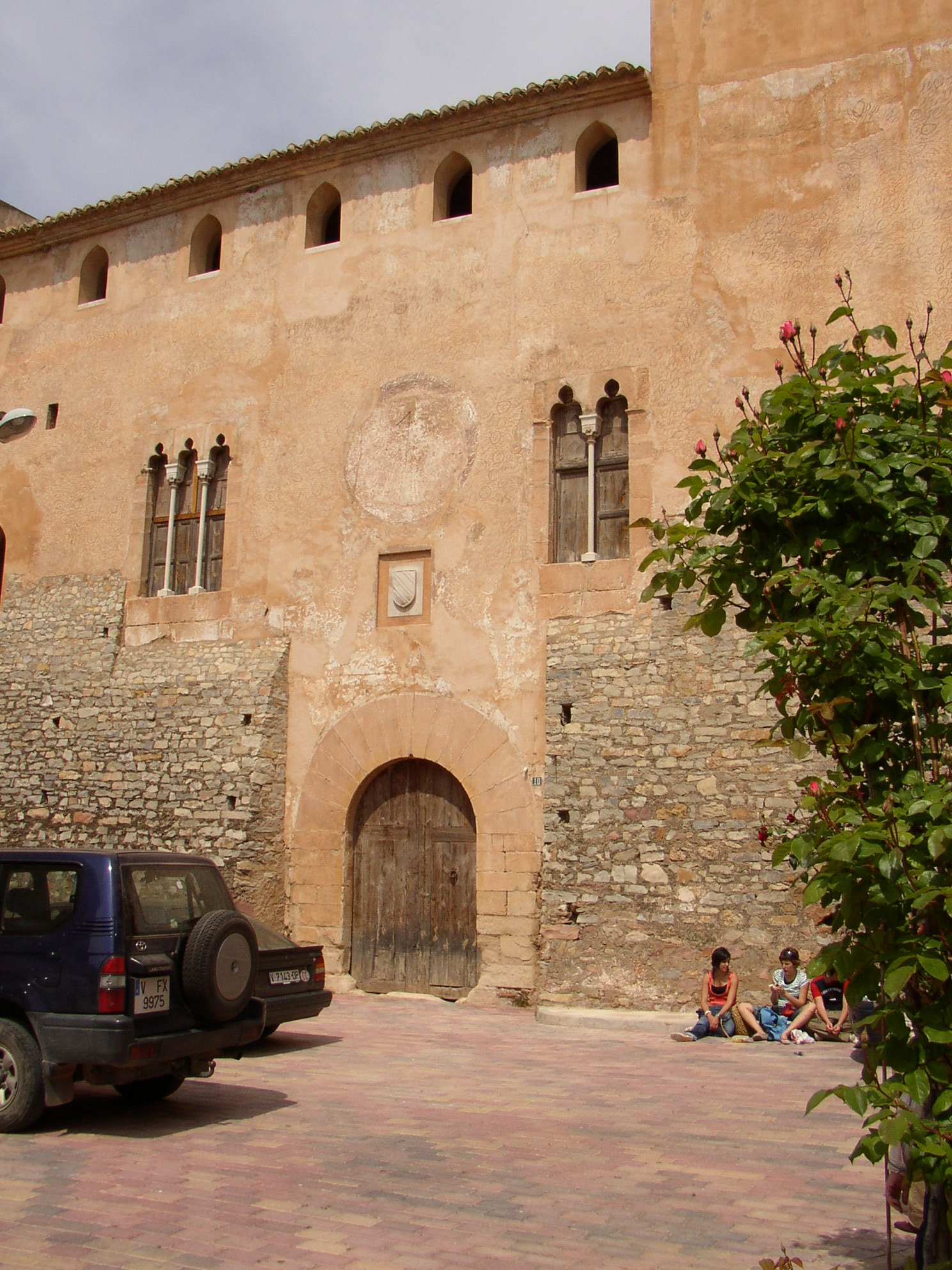
Herrenhaus
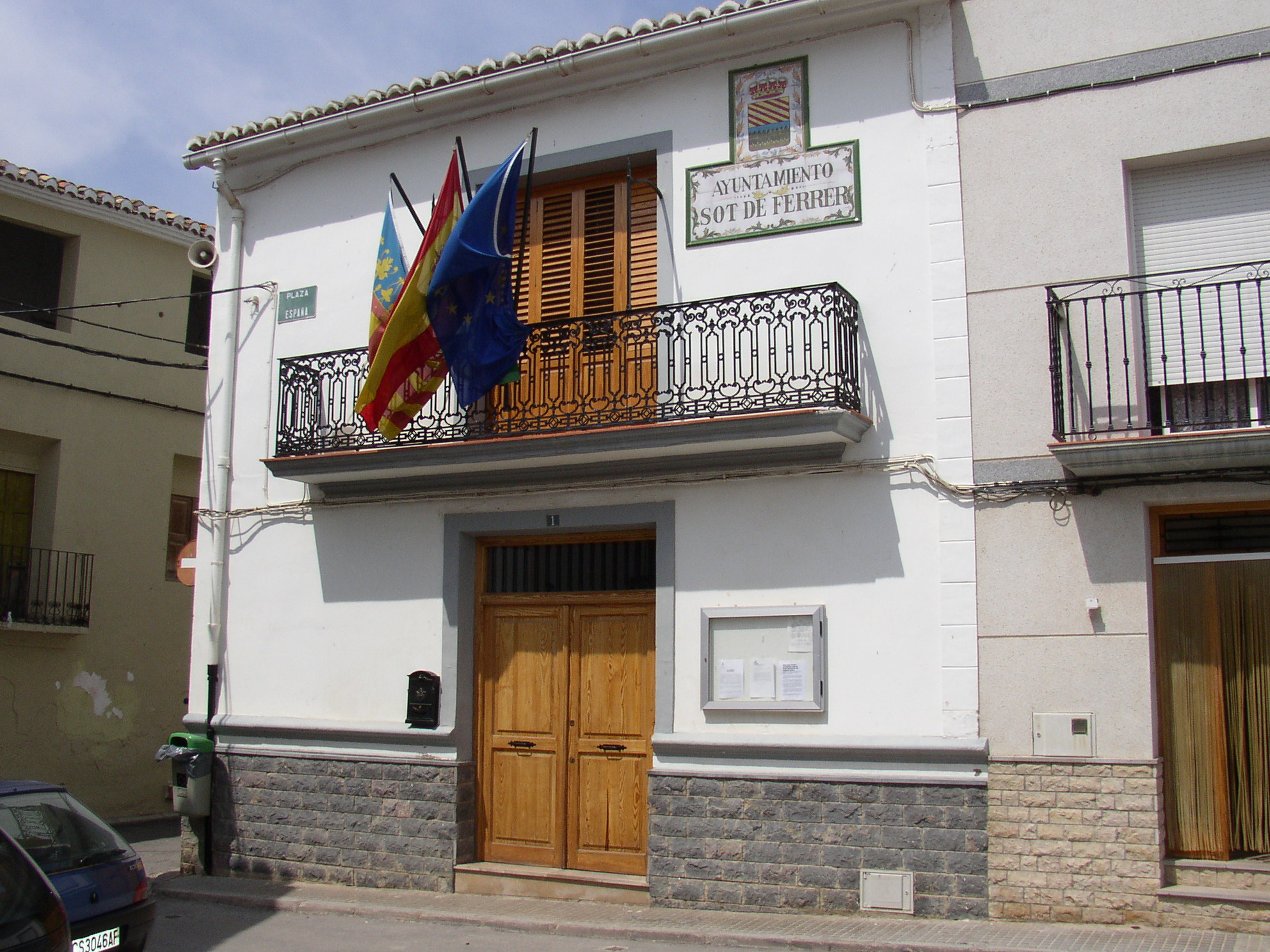
Rathaus

- Kirche der unbefleckten Empfängnis
- Antoniuskapelle
- Herrenhaus
- Rathaus